# Повіт Кіта-Сітара
Пові́т Кіта́-Сіта́ра (яп. 北設楽郡, きたしたらぐん, МФА: [kʲita ɕi̥taɾa guɴ]) — повіт у префектурі Айті, Японія.
Станом на 1 жовтня 2019 року населення району становило 8595 осіб із щільністю 15,5 осіб на км2. Його загальна площа становила 554,51 км2.

## Муніципалітети
До складу району входять два міста та одне село:
- Shitara (класифікується як місто)
- Tōei (класифікується як місто)
- Тойоне (віднесено до села)

## Історія
Район Сітара (設楽郡) був одним із стародавніх районів провінції Мікава, який був створений у 903 році з району Хой (宝飯郡). Під час кадастрових реформ раннього періоду Мейдзі 22 липня 1878 року район Сітара був розділений на райони Кітасітара та Мінамісітара. З організацією муніципалітетів 1 жовтня 1889 р. округ Кітасітара був розділений на 13 сіл.

## Хронологія району
10 жовтня 1900 року селу Таґучі, де розташовувався районний адміністративний офіс, було присвоєно статус міста. 1 жовтня 1921 року селу Хонґо було присвоєно статус міста. 10 травня 1940 року села Інахасі та Бусецу були об'єднані, щоб утворити місто Інабу.
1 квітня 1955 року місто Гонго об'єдналося з сусідніми селами Мідоно, Сімокава та Соно, утворивши місто Тоей. Село Міва приєдналося до нового міста наступного року, 1 липня 1956 р. Після адміністративної реорганізації того ж року район залишив три міста та три села.
Місто Інабу стало частиною нині неіснуючого району Хігасікамо 1 жовтня 2003 року; 1 квітня 2005 року місто було об’єднане з містом Тойота.

### Останні злиття
1 жовтня 2005 року — село Цугу було об'єднано в розширене місто Шитара.
27 листопада 2005 року — село Томіяма було об'єднано в розширене село Тойоне.